# Nizar Semaan
Nathanael Nizar Wadih Semaan (* 1. Januar 1965 in Baghdida, Ninawa, Irak) ist ein syrisch-katholischer Geistlicher und Bischof von Adiabene.

## Leben
Nizar Semaan studierte am Patriarchalseminar in Charfet und an der Universität St. Esprit in Kaslik. Am 1. November 1991 empfing er in Karakosch die Priesterweihe.
Bis 1997 war er zunächst in der Pfarrseelsorge in Beirut und Karakosch tätig. Anschließend studierte er in Rom und wurde 2002 an der Fakultät für Studien zur östlichen Kirche des Päpstlichen Orientalischen Instituts in Liturgik promoviert. Seit 2005 war er für die Seelsorge an den syrisch-katholischen Gläubigen in Großbritannien verantwortlich und trug den Titel eines Chorbischofs.
Die Heilige Synode der syrisch-katholischen Kirche wählte ihn zum Koadjutorerzbischof von Mosul. Papst Franziskus stimmte der Wahl am 27. März 2019 zu. Die Bischofsweihe spendete ihm der syrisch-katholische Patriarch von Antiochia, Ignatius Joseph III. Younan, am 7. Juni 2019 in der Marienkirche in Baghdida (Karakosch). Mitkonsekratoren waren Boutros Moshe, syrischer Erzbischof von Mosul, und Ephrem Yousif Abba Mansoor, syrischer Erzbischof von Bagdad.
Am 28. Juni 2019 wurde er zum ersten Bischof der mit gleichem Datum errichteten Eparchie Adiabene ernannt. Die Amtseinführung fand am 24. August 2019 in der Kathedrale der Königin des Friedens in Ankawa bei Erbil statt.